# Asellopsis hispida
Asellopsis hispida är en kräftdjursart som beskrevs av Brady och Robinson 1873. Asellopsis hispida ingår i släktet Asellopsis och familjen Laophontidae. Arten är reproducerande i Sverige. Inga underarter finns listade i Catalogue of Life.